# Arbeitsgericht Wilhelmshaven
Das Arbeitsgericht Wilhelmshaven ist eines von 15 Arbeitsgerichten in Niedersachsen und hat seinen Sitz in Wilhelmshaven. Es ist zuständig für Arbeitsrechtsstreitigkeiten in der kreisfreien Stadt Wilhelmshaven und in den Landkreisen Friesland und Wittmund.
2023 wurden 723 Erledigte Urteilsverfahren und 8 Erledigte Beschlussverfahren verzeichnet.

## Instanzenzug
Das Arbeitsgericht Wilhelmshaven ist dem Landesarbeitsgericht Niedersachsen mit Sitz in Hannover unterstellt. Die darauf folgende Instanz ist das Bundesarbeitsgericht in Erfurt.

## Gerichtsgebäude

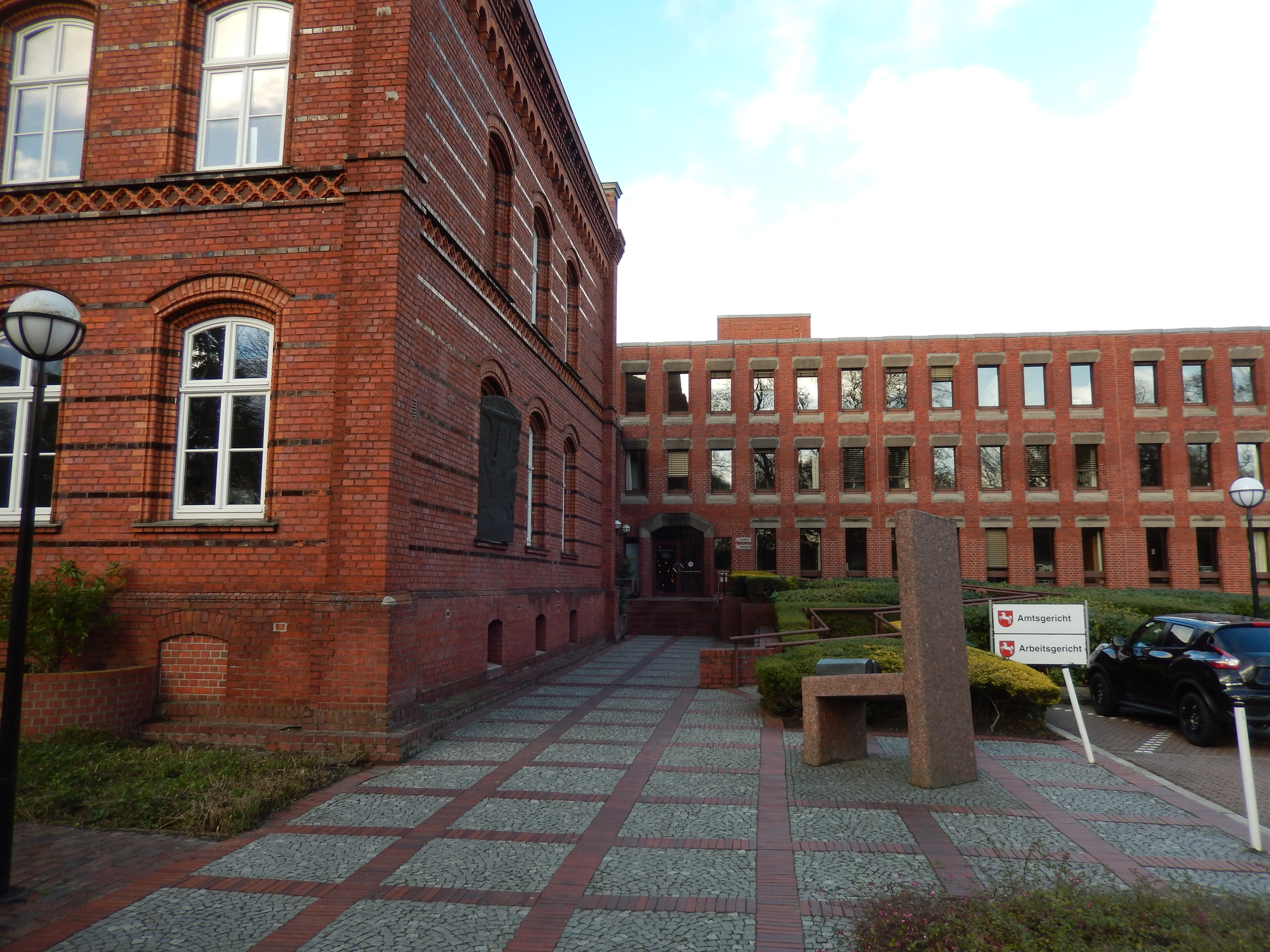
Eingangsbereich des Amts- und Arbeitsgerichts

Das Gericht ist zusammen mit dem Amtsgericht Wilhelmshaven in einem Gebäude in der Marktstraße untergebracht.

## Geschichte
Gemäß Arbeitsgerichtsgesetz vom 23. Dezember 1926 wurden in Deutschland Arbeitsgerichte gebildet. Diese waren nur in der ersten Instanz organisatorisch selbstständige Gerichte, die Landesarbeitsgerichte waren den Landgerichten zugeordnet. Am Landgericht Osnabrück entstand so 1927 das Landesarbeitsgericht Osnabrück als eines von drei Landesarbeitsgerichten im Bezirk des Oberlandesgerichtes Celle. In Wilhelmshaven entstand das Arbeitsgericht Wilhelmshaven. Sein Sprengel umfasste die Bezirke der Amtsgerichte Wilhelmshaven und Wittmund. Es bestand jeweils eine Kammer für Arbeiter, für Angestellte und für Handwerk.
Durch das Groß-Hamburg-Gesetz von 1937 wurden das preußische Wilhelmshaven und das oldenburgische Rüstringen zum 1. April 1937 zur neuen, nunmehr oldenburgischen Stadt Wilhelmshaven vereinigt. Entsprechend wurde das Arbeitsgericht Rüstringen aufgehoben und sein Sprengel dem Arbeitsgericht Wilhelmshaven zugewiesen.
Nach der Besetzung Deutschlands durch die Alliierten wurden 1945 zunächst alle Gerichte geschlossen. Die ordentlichen Gerichte wurden schon bald wieder eröffnet, während die Arbeitsgerichte zunächst nicht wieder eingerichtet wurden, so dass arbeitsgerichtliche Streitigkeiten von den ordentlichen Gerichten erledigt werden mussten. Gemäß Kontrollratsgesetz 21 vom 30. März 1946 sollten in Deutschland Arbeitsgerichte aufgebaut werden. Das Arbeitsgericht Wilhelmshaven entstand so neu.